# Centrul Național de Excelență Râmnicu Vâlcea
Centrul Național de Excelență Râmnicu Vâlcea, prescurtat CNE, înființat la începutul lunii aprilie 2007, este o instituție „pentru pregătirea elevelor la disciplina handbal - fete” formată în cadrul Colegiului Tehnic Energetic Râmnicu Vâlcea. CNE a luat ființă ca „unitate specializată în pregătirea și perfecționarea cadetelor și junioarelor în handbalul de performanță” în baza Ordinului nr. 4079/2006, publicat în Monitorul Oficial din 7 iunie 2006, „privind înființarea centrelor naționale de excelență (CNE)”.
Deși Ordinul 4079 se referă la înființarea Centrului Național de Excelență, această instituție a fost denumită inițial Centrul Național Olimpic de Excelență, precum corespondentele sale din handbalul masculin.
Centrul Național de Excelență Râmnicu Vâlcea este finanțat și coordonat de Federația Română de Handbal, în colaborare cu Ministerul Educației Naționale și Comitetul Olimpic și Sportiv Român.

## Istoric
Bazele CNE Râmnicu Vâlcea în cadrul Colegiului Tehnic Energetic au fost puse în urma eforturilor lui Cristian Gațu, la acea vreme președinte al FRH, Mircia Gutău, primar al municipiului Râmnicu Vâlcea, Ioan Gavrilescu, președintele clubului CS Oltchim, și Ion Florescu, director al Colegiului Tehnic Energetic. Căminul-internat este situat tot în incinta școlii și este destinat cazării în condiții deosebite a sportivelor membre ale CNE.
Alegerea înființării CNE în incinta Colegiului Tehnic Energetic a fost influențată și de faptul că sala de sport a colegiului are dimensiunile omologate de EHF. În această sală s-au desfășurat antrenamentele unora din echipele care au participat la Campionatul European din 2000.
Primul coordonator al CNE Râmnicu Vâlcea a fost antrenorul Lucian Râșniță, dar acesta a fost suspendat din funcție în iulie 2009, în urma unui scandal de abuz sexual, și înlocuit cu Popa Seviștean.
Prima grupă de handbaliste, alcătuită din 18 jucătoare, a început antrenamentele sub conducerea lui Aurelian Roșca. De-a lungul timpului, elevele centrului au fost pregătite de profesori precum Constantin Oprea, Adrian Belu, Ioan Holban, Maria Duca, Luminița Dinu-Huțupan, Nicoleta Lazăr, Octavian Achimescu, Constantin Dincă, Mia Rădoi sau Marius Dănuleț. După absolvirea fiecărei grupe, handbalistele centrului sunt scoase la licitație de către Federația Română de Handbal și sunt adjudecate de diferite echipe din Liga Națională sau Divizia A.